# Кошки (Самарская область)
Ко́шки (чув. Кушкӑ) — село на севере Самарской области, административный центр Кошкинского района и сельского поселения Кошки.

## Этимология
Топоним несет в себе чувашское название «Кушакъел», что на русский язык переводится как «Кошкино» от чув. Кушак - рус.Кошак, само слово Кошак является заимствованным из чувашского и состоит из корня Куш, современно чувашское «Куç - Перемещаться» (соответствует тюркскому Коч, прим.: кочевник, кочерга). Ранее слово «Кушак» означало просто «Дичь» которая быстро перемещалась, словом «Кушак» так же называли «Зайца» соответствует татарскому «Куйан».  Кушак ~ Кошак, Заяц. (прим.Кайāк - Птица, Курак - Ворон, Куçaк - Кролик). Аналогично древнекитайскому, где одно слово обозначало и кошку, и зайца. Поселение основано чувашами, составляют выселки села Старое Максимкино, входило в единый куст чувашских поселений. Само «Старое Максимкино» основано беглыми чувашами от насильственного крещения, которые перебирались в «дикия поля» и перевозили свои языческие капища «Керемети». Многие чувашские поселения с 1680 по 1790 возникли в этих краях бежавшими крестьянами, которые поднимались от Мелекесса по Большому и Малому Черемшану. К таким поселениям относятся: Андреевка, Старое Максимкино, Илюткино, Елаур, Чувашский Тимерлик, Турнояс, Тумба, Якушкино, Ерепкино, Егоркино, Аксумла, Салдакаево, Абрыськино и многие другие...

В самом селе более распространены мифологические версии происхождения названия. Одна из них легла в основу описания герба Кошкинского района, включающего 
…изображение стоящей на задних лапах кошки белого (серебряного) цвета в красном поле.
Прежнее название Кошек — Преображенская слобода — связано с праздником Свято-Преображения — одним из важнейших праздников православного христианства.

## География
Расположено на севере области на берегу реки Кондурча.

## История
О длительности пребывания на кошкинской земле человека свидетельствует ряд археологических находок. Обнаруженные в окрестностях села два поселения и шесть курганов эпохи бронзы датируются серединой второго тысячелетия до н. э., а открытое археологом Р. С. Багаутдиновым в 1987 году захоронение вождей позволяет сделать вывод о том, что три с половиной тысячи лет назад кошкинский холм не только был обитаем, но и являлся одним из центров союза индоевропейских земледельческих племён.
До 1920 года Альметьевск был центром Альметьевской волости Бугульминского уезда Самарской губернии.
В новое время первыми поселенцами территории нынешнего села Кошки были чуваши. Чтобы убедиться в этом, достаточно познакомиться со следующими сообщениями кандидата исторических наук Н. А. Арнольдова
Большая Кошкина. Деревня на месте современного с. Кошки, основанная “самовольно” чувашскими переселенцами (из Максимкино) в нач. XVIII в. (ок. 1710 г.). На 1737 г. — 8 дворов, 8 изб, 10 клетей, 2 бани, 3 конюшни. По распоряжению В. Н. Татищева самовольно заселившиеся крестьяне в 1737 г. были выселены обратно, а на их место поселены крещеные калмыки.
Малая Кошкина. Деревня на месте современного с. Кошки, основанная “самовольно” в нач. XVIII в. (ок. 1710 г.) чувашскими переселенцами (из Ст. Максимкино). На 1737 г. — 4 двора, 4 избы и 4 клети. В том же 1737 г. по распоряжению В. Н. Татищева все население деревни выселено на прежнее место жительства, а на данном месте поселены крещеные калмыки.
Кошки. <...>  Основано в 1737 г. Татищевым В. Н. как военное поселение крещеных калмыков чересполосно с русскими (Преображенская Слобода) на месте запустевших чувашских поселений (Малое и Большое Кошкино).
Хотя и заметно стремление автора отрезать чувашскую часть истории Кошек, но здесь, тем не менее, ясно одно: своим нынешним названием село "обязано" чувашам-первопоселенцам. И происхождение этого названия следует искать именно в этом отдельно взятом тюркском языке — чувашском.
При создании Симбирского наместничества в 1780 году, Преображенская Кондурчинская Слобода Кошки тож, ясашных крестьян, из Ставропольского уезда вошла в состав Самарского уезда. С 1796 года — в Симбирской губернии.
С 1851 года село Кошки (Преображенское) во 2-м стане Самарского уезда Самарской губернии.

## Население
| 1959 | 1970  | 1979  | 1989  | 2002  | 2010  | 2021  |
| ---- | ----- | ----- | ----- | ----- | ----- | ----- |
| 3620 | ↗5428 | ↗6658 | ↗7352 | ↗8149 | ↘7969 | ↘7338 |

## Здравоохранение
Лечебные учреждения в Кошках представлены Кошкинской центральной районной больницей.

## Транспорт
Через село проходит автодорога, выходящая на западе у села Борма на автодорогу Самара—Ульяновск, на востоке — к Нурлату (далее на Альметьевск, Набережные Челны).
В 3,5 км от села находится железнодорожная станция Погрузная на железнодорожной магистрали Москва—Ульяновск—Уфа. До станции ходит автобус № 1.

## Люди, связанные с селом
- Васильевский Руслан Сергеевич (1933—2011) — российский историк, археолог и этнограф. Доктор исторических наук, профессор. Заслуженный деятель науки РФ.
- Бичина Тамара Ивановна (1925—2005) — советский энтомолог, один из основоположников биологических методов защиты растений, старший научный сотрудник ВНИИ биологических методов защиты растений.
- Петров Евгений Леонидович (1936—2010) - Заслуженный врач РСФСР, Почётный гражданин Богородского района.

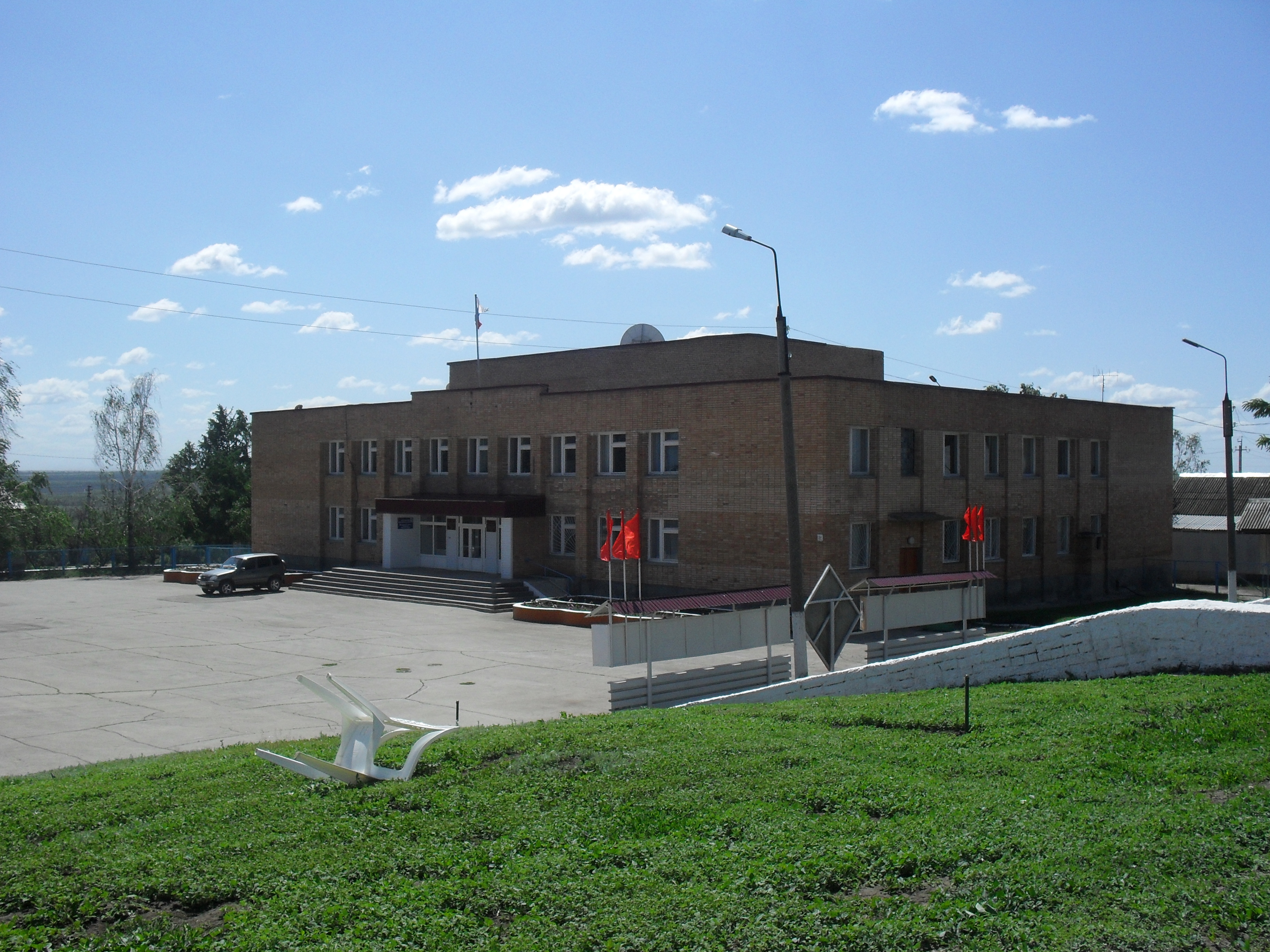
Администрация села
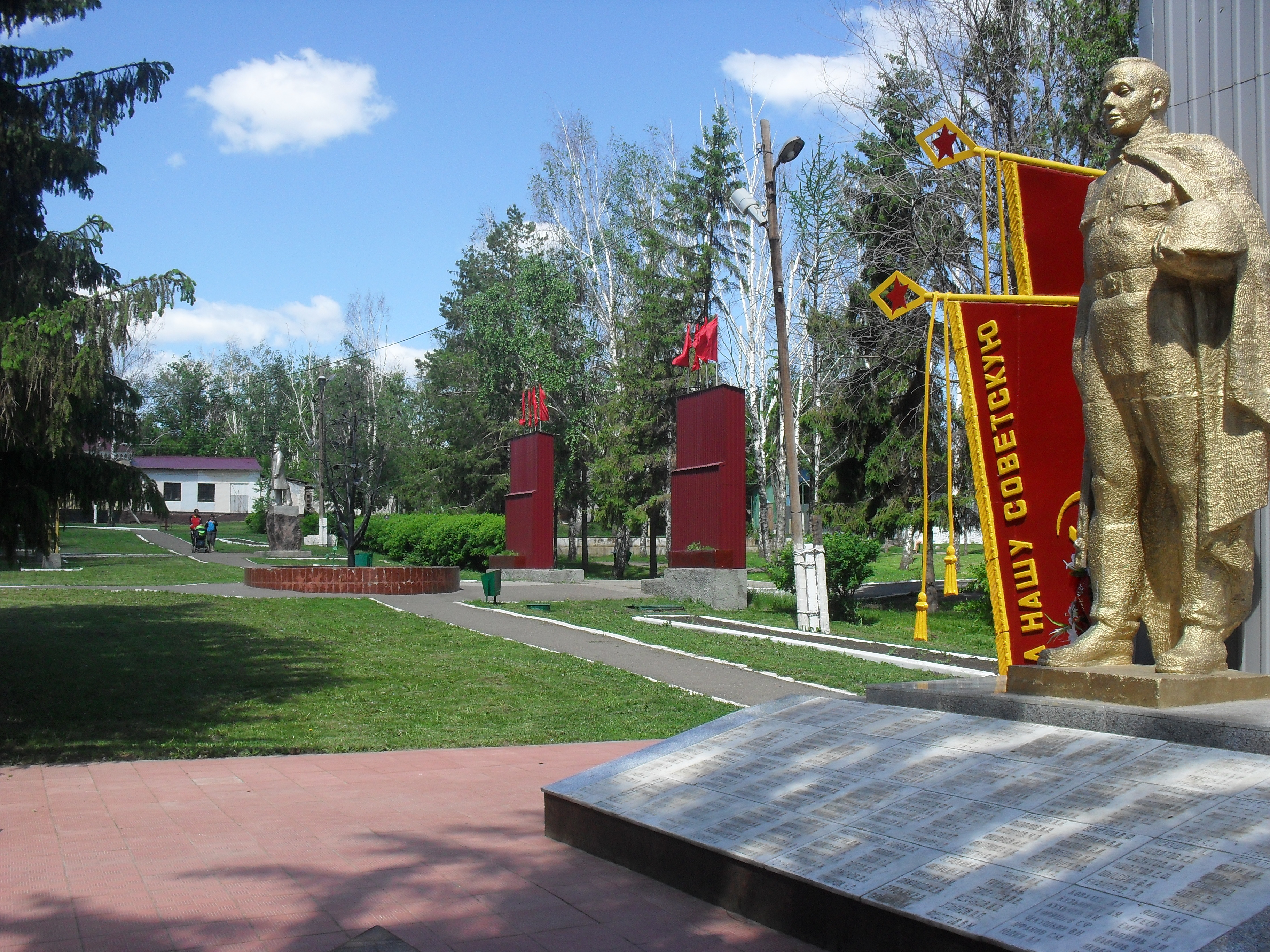
Парк